# 泗洲水库
泗洲水库是中国福建省泉州市泉港区涂岭镇境内的一座水库，位于泗洲溪上，建于1960年。水库正常库容为1232万立方米，集雨面积为21平方千米，海拔为73米。